# NGC 7720/1
NGC 7720/1 је елиптична галаксија у сазвежђу Пегаз која се налази на NGC листи објеката дубоког неба.
Деклинација објекта је + 27° 1' 52" а ректасцензија 23h 38m 29,3s. Привидна величина (магнитуда) објекта NGC 7720 износи 12,4 а фотографска магнитуда 13,4. NGC 77201 је још познат и под ознакама UGC 12716, MCG 4-55-36, CGCG 476-91, DRCG 37-77, 3C 465, KCPG 588A, PGC 71985.